# 이원범
이원범(李元範, 1939년 5월 15일 ~ 2009년 7월 7일)은 대한민국의 학생운동가 출신 정치인이다. 제11·15대 국회의원을 지냈다. 충청남도 부여 태생이고, 동국대학교 행정학과 졸업반이던 1964년에 〈민족적 민주주의 장례식〉에 가담해 구류형을 선고받은 이력이 있다.

## 학력
- 옥산국민학교 졸업
- 홍산중학교 졸업
- 환일고등학교 졸업
- 동국대학교 행정학 학사
- 대전대학교 대학원 법학 전문박사

## 정치 활동
1964년 동국대학교 행정학과 4학년 재학 중, 박정희의 민족적 민주주의에 반대하여 민족적 민주주의 장례식에 가담하였다가 체포, 재판에 회부되어 구류형을 받고 석방되었다.
1981년 서울 영등포구에서 민주한국당의 공천을 받아 당선되면서 정계에 입문한다.
국회의원 시절에 입이 거칠기로 유명해 자유민주연합 원내부총무로 재직하던 1997년 3월에는 같은 자민련 소속의 이정무 원내총무를 비난해 원내부총무에서 경질되기도 했고, 국회 행정자치위원회 위원장으로 활동하던 1999년 12월의 국정감사에서는 회식자리에서 제주도 정무부지사가 지각합류하자 그를 비난해 물의를 빚었다.
이 결과 2000년의 16대 국회의원 선거를 앞두고 시민단체로부터 낙선대상에 지목되어서 새천년민주당의 박병석에게 패했고, 이 후 한나라당 상임고문을 지냈다.
2009년 7월 7일, 자택 앞에서 교통사고로 숨졌다.

## 역대 선거 결과
|  | 23.58% |

|  | 20.18% |

|  | 28.72% |

|  | 18.78% |

|  | 49.95% |

|  | 33.80% |

## 같이 보기
- 영등포구 (1978년 선거구)
- 서울 영등포구의 국회의원
- 서구 갑 (대전)
- 대전 서구의 국회의원